# Donaustauf
Donaustauf er en lille markedsby i Bayern i Tyskland. Den ligger ved Donau, 5 km øst for Regensburg på kanten af Bayerischer Wald. Der var 3.700 indbyggere i 2009.
I byen findes rester af en en middelalderborg, som formodes at være bygget 914 – 930.
På en bjergkam, der rejser sig over Donau, ligger det imponerende tempel, Walhalla, som tydeligt har hentet inspiration hos Parthenon i Athen. Templet er opført af kong Ludwig 1. af Bayern i midten af 1800-tallet.

## Links
- Turistkontorets hjemmeside Arkiveret 10. maj 2013 hos  Wayback Machine – på tysk